# Jan Janczykowski
Jan Janczykowski (ur. 19 lutego 1953) – polski konserwator zabytków, dr inż. arch., w latach 2003–2018 Małopolski Wojewódzki Konserwator Zabytków.

## Życiorys
W 2015 uzyskał stopień naukowy doktora nauk technicznych w zakresie architektury i urbanistyki; specjalność historia i konserwacja zabytków architektury i urbanistyki, historia architektury na podstawie rozprawy naukowej pt. Zamek w Pilicy na tle polskiej architektury rezydencjonalno-obronnej pierwszej połowy XVII wieku, obronionej na Wydziale Architektury Politechniki Krakowskiej im. Tadeusza Kościuszki. 
Od marca 2003 piastował urząd Małopolskiego Wojewódzkiego Konserwatora Zabytków (był drugim od 1918 najdłużej sprawującym ten urząd). Jako Małopolski Wojewódzki Konserwator Zabytków krytykowany był między innymi za niezatrzymanie niezgodnych z projektem prac budowlanych w Hotelu Starym przy ul. Szczepańskiej w Krakowie oraz w kontekście nadbudowy kamienicy przy ul. Szerokiej 12 na krakowskim Kazimierzu. 31 lipca 2018 wiceminister kultury i dziedzictwa narodowego oraz generalny konserwator zabytków Magdalena Gawin podpisała wniosek do wojewody małopolskiego Piotra Ćwika o odwołanie Jana Janczykowskiego z urzędu w związku z nieprawidłowościami w postępowaniach dotyczących inwestycji na krakowskim Stradomiu oraz zaniechaniami na terenie miasta Zakopane. Pod koniec sierpnia 2018 wojewoda małopolski Piotr Ćwik podpisał wniosek Jana Janczykowskiego o zgodę na przejście na emeryturę (wiek emerytalny osiągnął w lutym 2018).

## Publikacje (wybrane)
- Karta ochrony historycznych ruin - Teoria a praktyka. Przykłady z Małopolski, [w:] Ochrona Dziedzictwa Kulturowego, nr 6, 2016, s. 87-95.
- Z problematyki adaptacji krakowskich fortów - Atlas Twierdzy Kraków, seria II tom 2, Urząd Miasta Krakowa, 2002.
- Zarys historii badań i konserwacji zabytków architektury obronnej w Polsce, [w:] Ochrona Zabytków nr 3/4 2004 r., s. 51-64.
- Fortyfikacje galicyjskie w przededniu I wojny światowej, [w:] Rocznik Historii Sztuki, tom 40, 2015, s. 189-194.
- Konserwacja krakowskich kościołów, [w:] Renowacje i Zabytki, 2016, nr 2, s. 170-180.
- Problemy z konserwacją niektórych zamków Małopolski, [w:] Sądeczanin. Historia, Nr 1/2020, s. 52-56.

## Nagrody i odznaczenia
- Srebrny Medal „Zasłużony Kulturze Gloria Artis” (2015)[7]